# Цахкадзор
Цахкадзо́р (арм. Ծաղկաձոր, буквально: «ущелье цветов») — город в Котайкской области Армении, популярный горнолыжный и климатический курорт; расположен в 52 км к северо-востоку от Еревана и в 7 км от железнодорожной станции Раздан Армянской железной дороги.

## География и климат

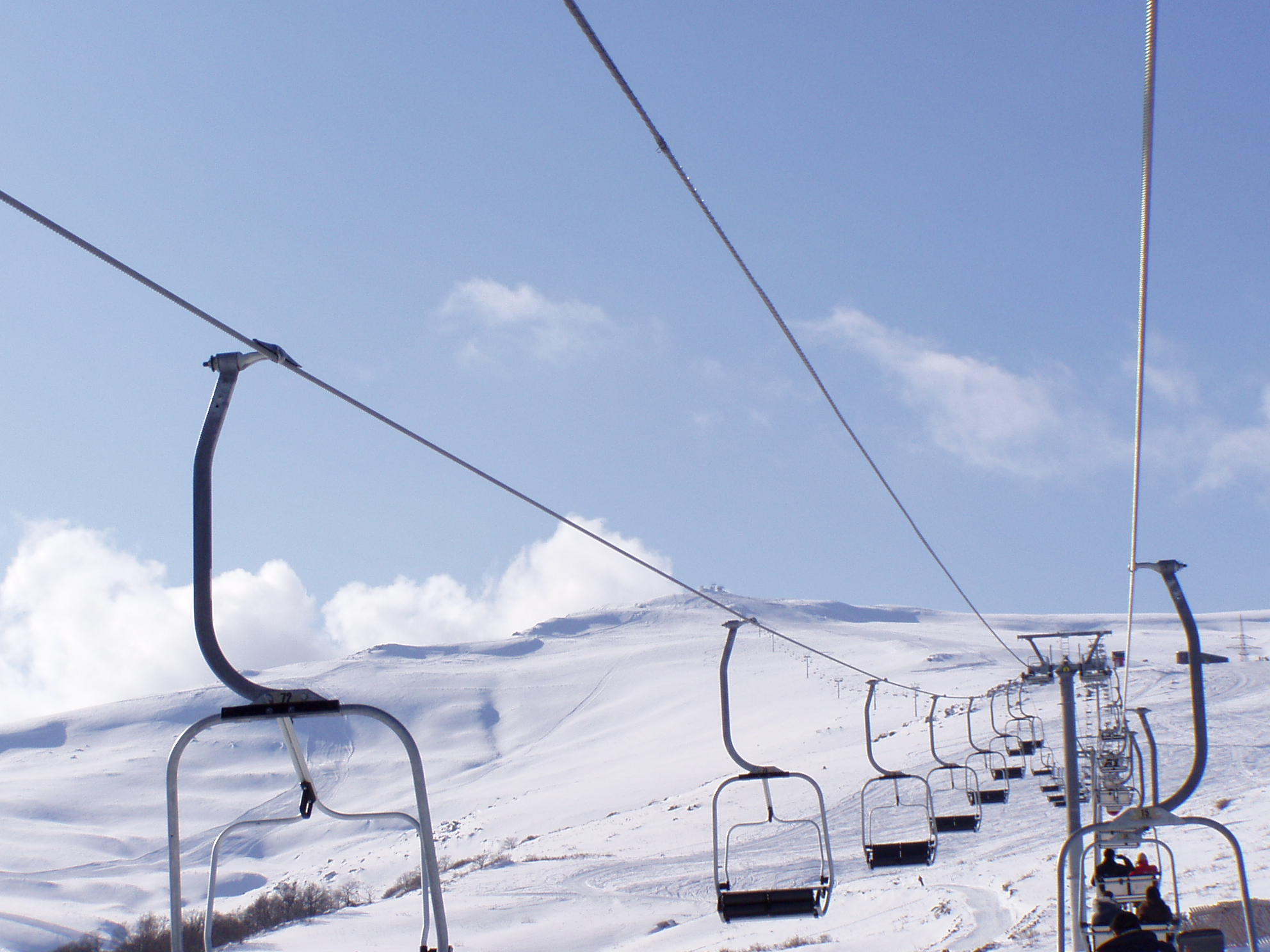
Канатная дорога в Цахкадзоре

Город расположен в живописной долине на юго-восточной части Цахкунийских гор на высоте около 1800 метров над уровнем моря. К северу и к югу от Цахкадзора простираются пологие горные гряды, частично покрытые лесом. Преобладающие высоты в окрестностях города — горы Техенис (2851 метров) и Цахкунятц (2820 метров). С запада на восток город Цахкадзор пересекает одноимённая река, впадающая в реку Мармарик (приток Раздана)
Зима в долине мягкая, число солнечных дней составляет 270. При этом снегопады довольно значительны, что обеспечивает прочный снежный покров толщиной до 1,40 м. Лыжный сезон длится с середины ноября до середины апреля. Средняя январская температура — −6 °C. Среднее количество годовых осадков составляет 600—700 мм.

### Туризм

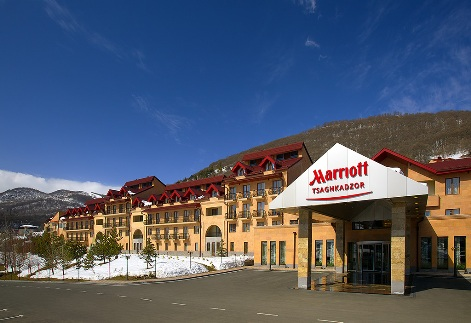
Гостиница Марриотт в Цахкадзоре.

Цахкадзор — популярное место как для зимнего, так и для летнего туризма. В городе и его окрестностях имеется целый ряд гостиниц разных классов обслуживания, от 2* до 5*.
В Цахкадзоре распространён экологический туризм, в советский период получил развитие массовый туризм. 
Здесь было построено множество санаториев, гостиниц, спортивных площадок. Цахкадзор стал особенно популярным, когда руководство СССР приняло решение о том, чтобы советские сборные по различным видам спорта перед международными соревнованиями тренировалась именно в Цахкадзоре, поскольку резкое повышение уровня гемоглобина здесь способствовало улучшению физического состояния спортсменов.
В настоящее время Цахкадзор привлекает сборные армянских, российских и других спортсменов. В основном, это лыжники, пловцы, тяжелоатлеты и множество других профессионально занимающихся спортом людей.
Климат и экология Цахкадзора оказывают оздоровительное действие как на спортсменов, так и на отдыхающих и постоянных жителей города.

## История
Историческое название поселения — Кечарис — на армянском языке означает «берёзовая роща». В раннем средневековье район нынешнего Цахкадзора принадлежал роду Варажнуни, представители которого управляли поместьями армянских царей династии Аршакуни в IV и V веках. В VI веке территория перешла во владение княжеского рода Камсаракан. Начиная с X века этот клан породнился с родом Пахлавуни, родственным армянским Аршакидам. Григорий Магистр, предводитель клана Пахлавуни и впоследствии князь Кечаруйкского княжества (с 1045 года), в 1033 году решает начать строительство монастыря Кечарис. Монастырь назван в честь Святого Григория Просветителя. В 1051 году Григорий Пахлавуни строит здесь также церковь Святого Ншана.
Позже Цахкадзор последовательно переходит во владение семей Закарянов, Хагбакянов и Прошянов. Васак Хагбакян реконструирует церковь Святого Ншана и строит церковь Святой Катогике в 1203—1214 годах.
Начиная с XVII века регион завоёвывают кочующие турецкие и курдские племена. 
В 1828 году, по итогу русско-персидской войны и согласно Туркманчайскому договору, переходит в состав Российской империи и включается в новообразованную Армянскую область.
Согласно переписи 1831 года, в селе проживало 232 мусульман и 178 армян (из них 47 переселенцы из Турции). 
После присоединения территории к России в данной местности поселились русские сектанты молокане и прыгуны, которые основали село Константиновское, которое часто по названию долины также называли Дарачичаг, что в переводе с тюркских языков означает «ущелье цветов» (дара — «ущелье», чичак — «цветок»).
Уже на рубеже XIX—XX веков Константиновка и окрестности использовались в качестве летней резиденции администрации Эривани.
До 1947 года носил название Дарачичаг. На карте Армянской ССР 1932 года населённый пункт именовался по-армянски Цахкадзор. В 1947 году Совет Министров Армянской ССР своим постановлением переименовал Дарачичаг в Цахкадзор. 
12 июня 1958 года Цахкадзор получил статус посёлка городского типа, а в 1984 году получил статус города. В январе 1989 года численность населения составляла 3,4 тыс. человек, это был центр туризма и горнолыжного спорта. Также здесь действовал дом-музей братьев И. А. Орбели и Л. А. Орбели (который являлся филиалом государственного музея истории Армении).
В 2016 году в городе прошел чемпионат мира по «Что? Где? Когда?».

## Культура и достопримечательности

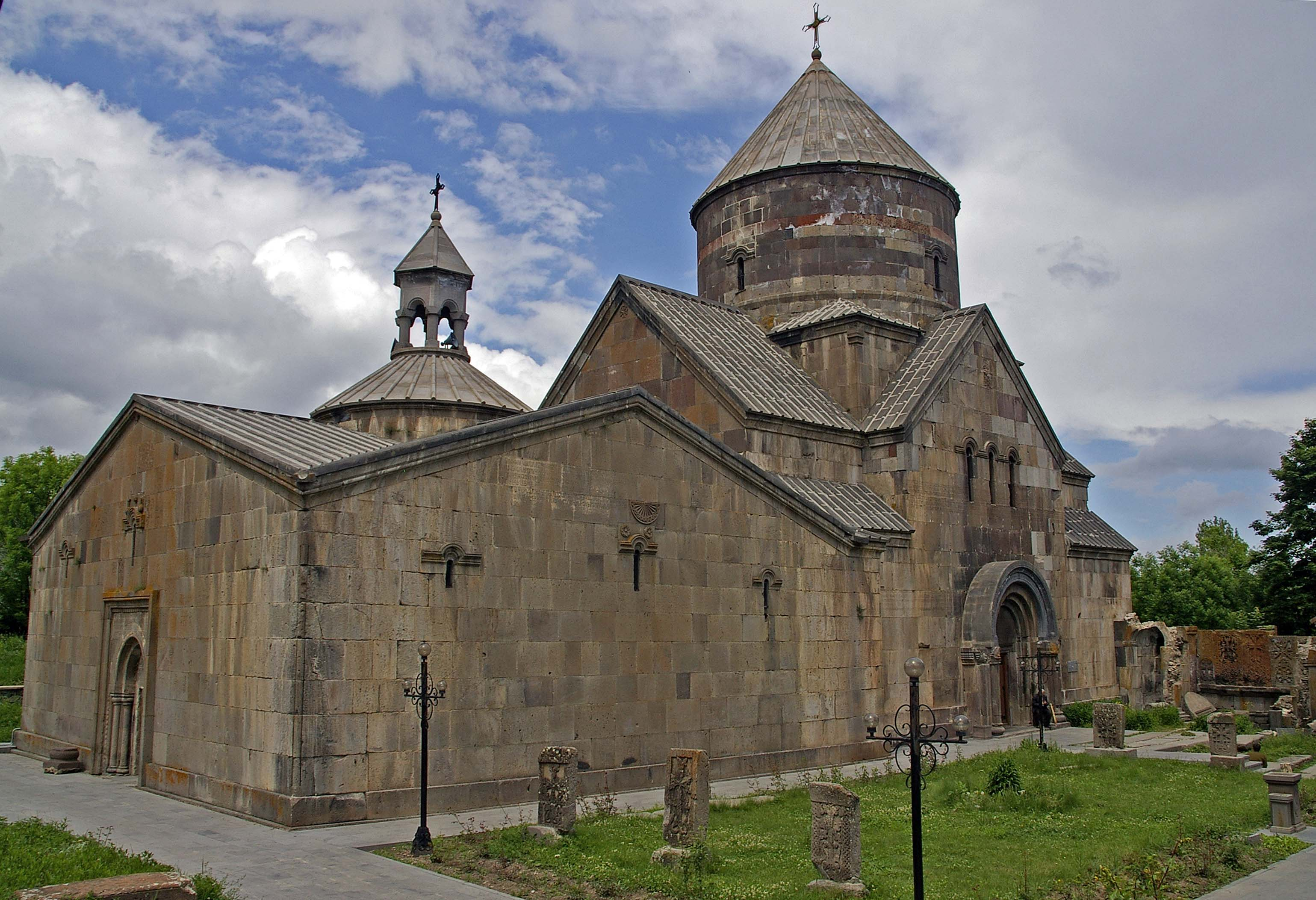
Монастырь Кечарис

- Главной достопримечательностью города является старинный монастырь Кечарис, построенный в XI веке.
- В Цахкадзоре расположен музей братьев Орбели, местных уроженцев.
- С 1846 года по настоящее время в Цахкадзоре существует община молокан, имеется дом молитвы. С момента поселения молокан по распоряжению графа Воронцова посёлок назывался Константиновкой, в честь великого князя Константина. С приходом советской власти в Армению и до 1948 года, посёлок был переименован в Дарачичаг.
- В 1930 году Цахкадзор посетил Осип Мандельштам. Сохранился деревянный дом, в котором останавливался поэт, и в котором он написал некоторые из своих армянских стихов.
- В 1962 году в Цахкадзоре останавливался писатель Василий Гроссман. Свои впечатления о Цахкадзоре он оставил в книге «Барев дзес, или Добро пожаловать».
- В Цахкадзоре расположен санаторий Дома писателей Армении, где регулярно проводятся разнообразные семинары, конференции и т. п.
- Ереванский государственный театр пантомимы проводит в городе ежегодный Международный фестиваль пантомимы имени Леонида Енгибаряна.

## Мэры
- Армен Петросян (1996—1999)
- Гарун Мирзоян (1999—2010)
- Артур Арутюнян (2012—?)

## Города-побратимы
- Фонт-Ромо, Франция
- Златоуст, Россия

## Галерея

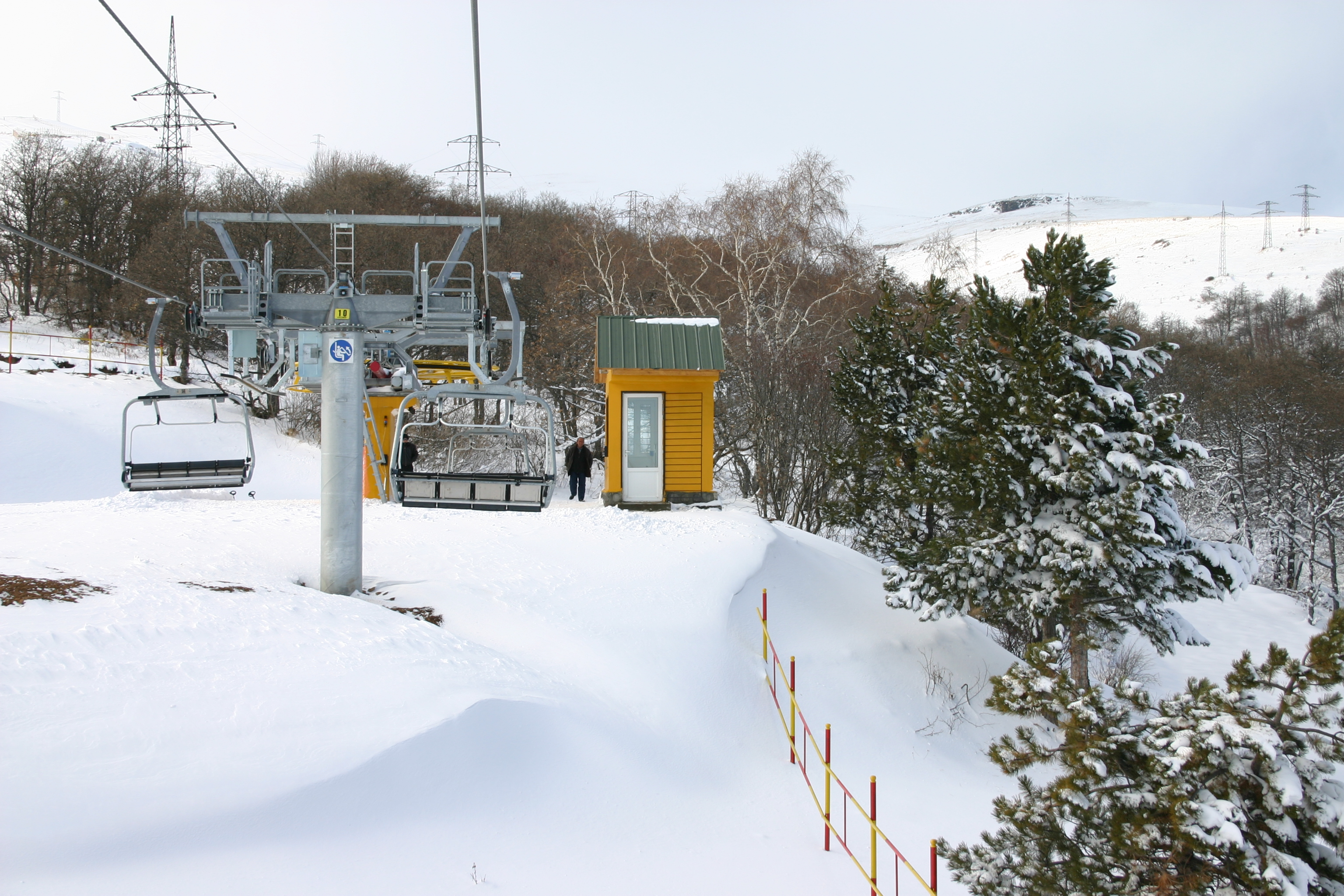
Цахкадзор зимой
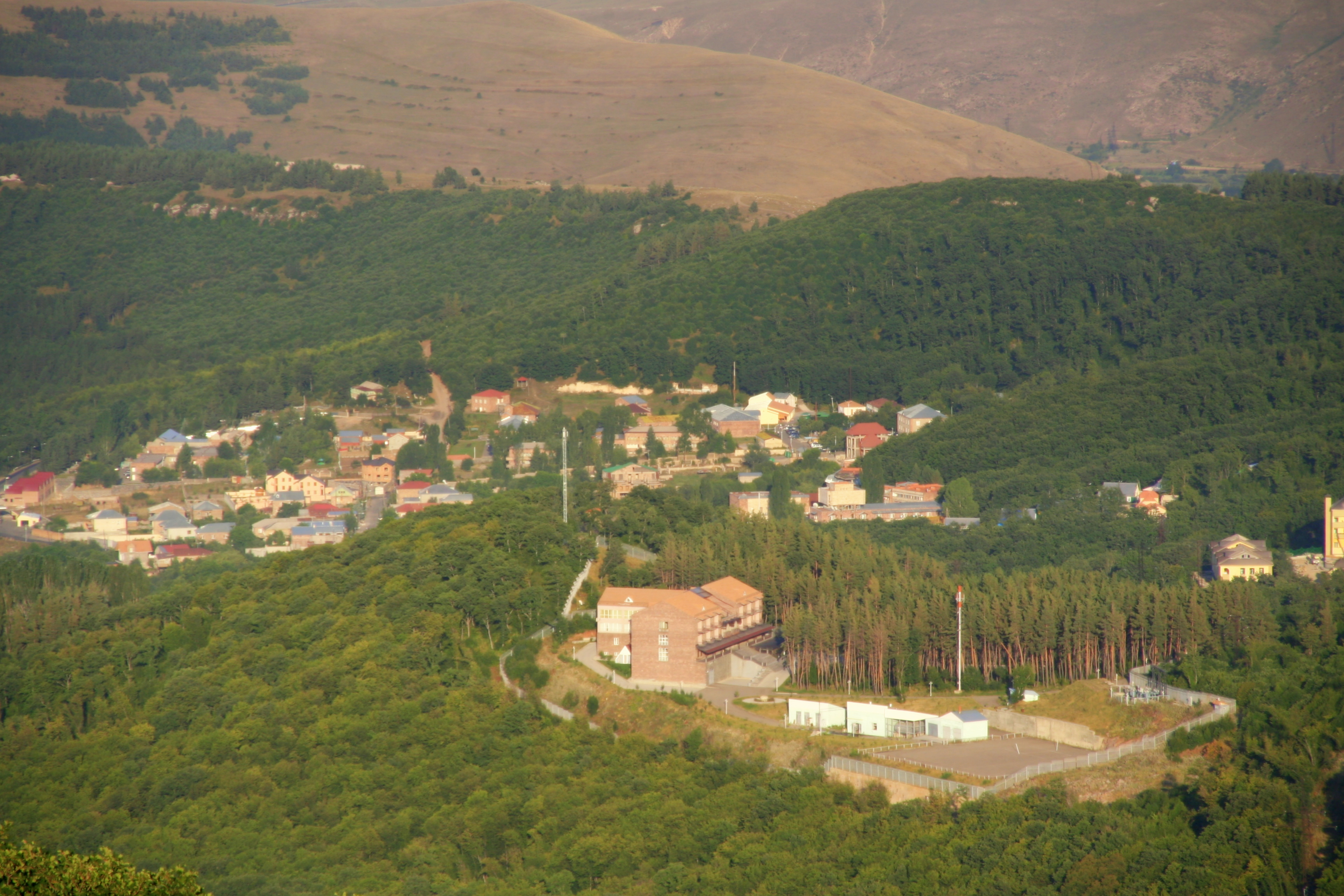
Цахкадзор летом
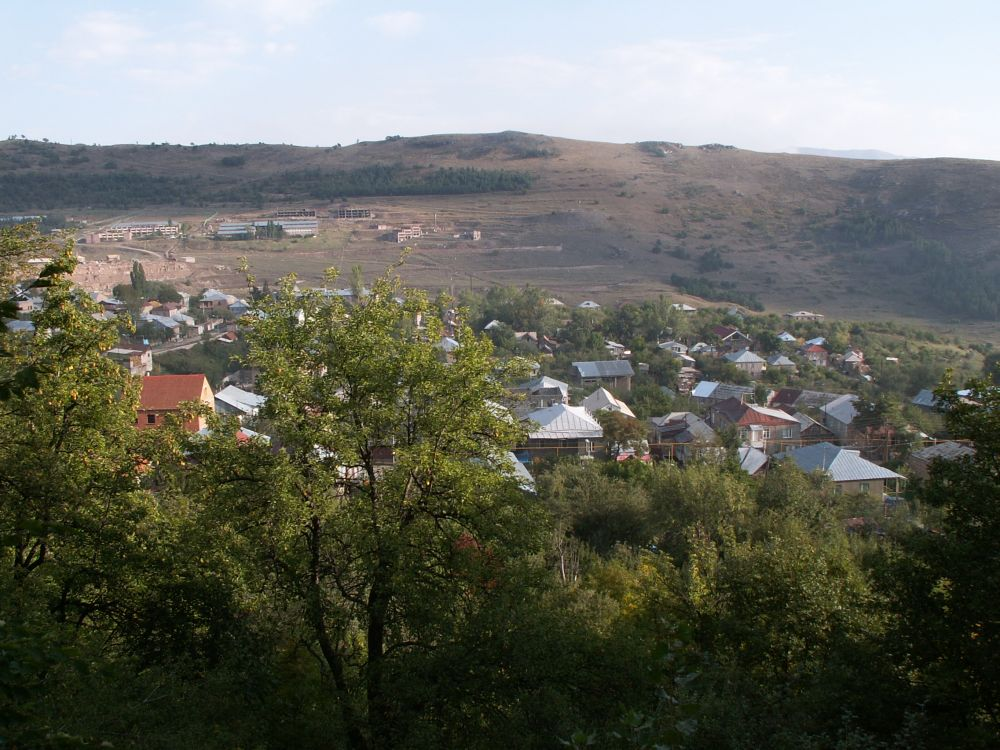
Цахкадзор осенью
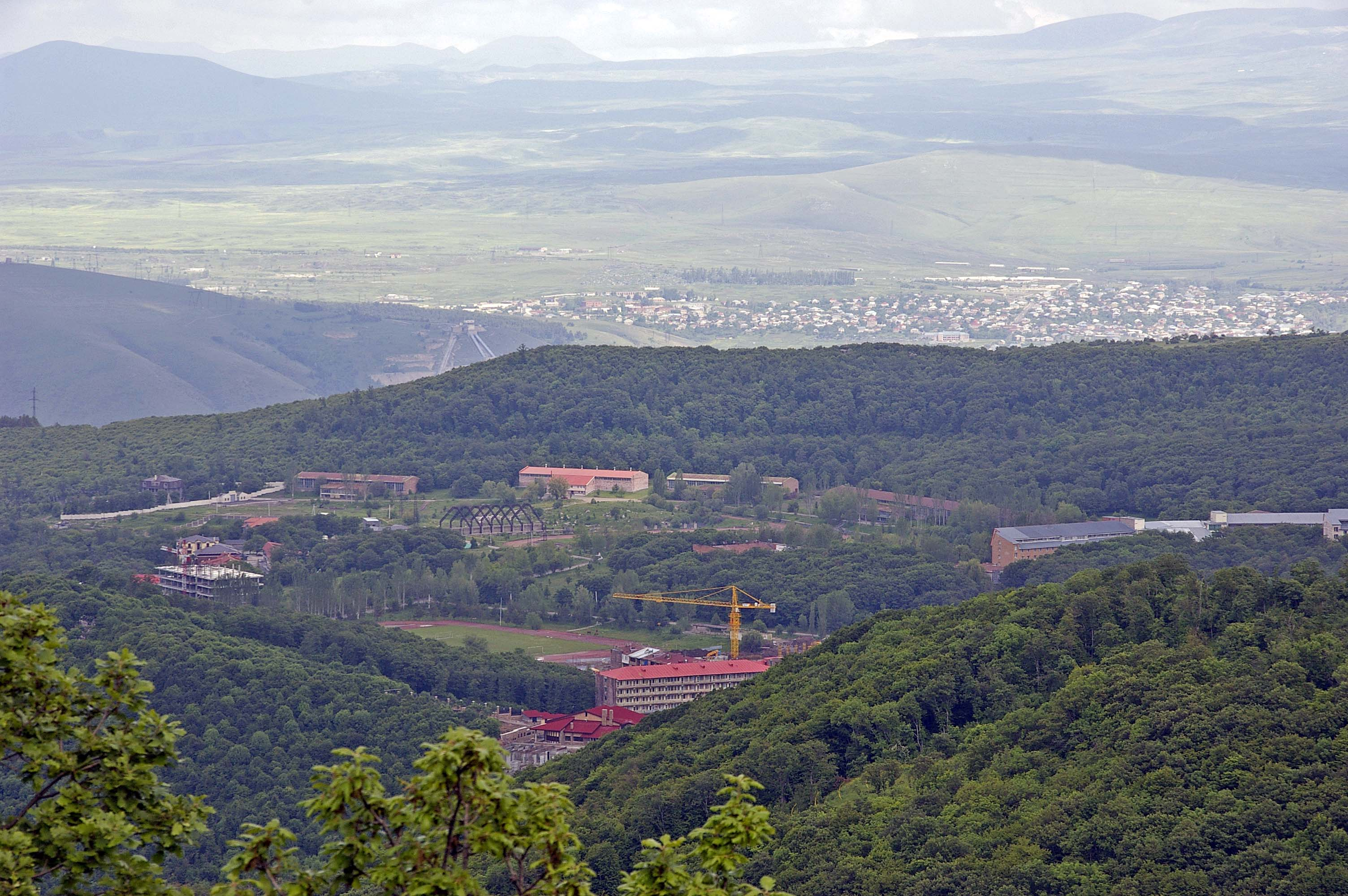
Спортивный комплекс в Цахкадзоре

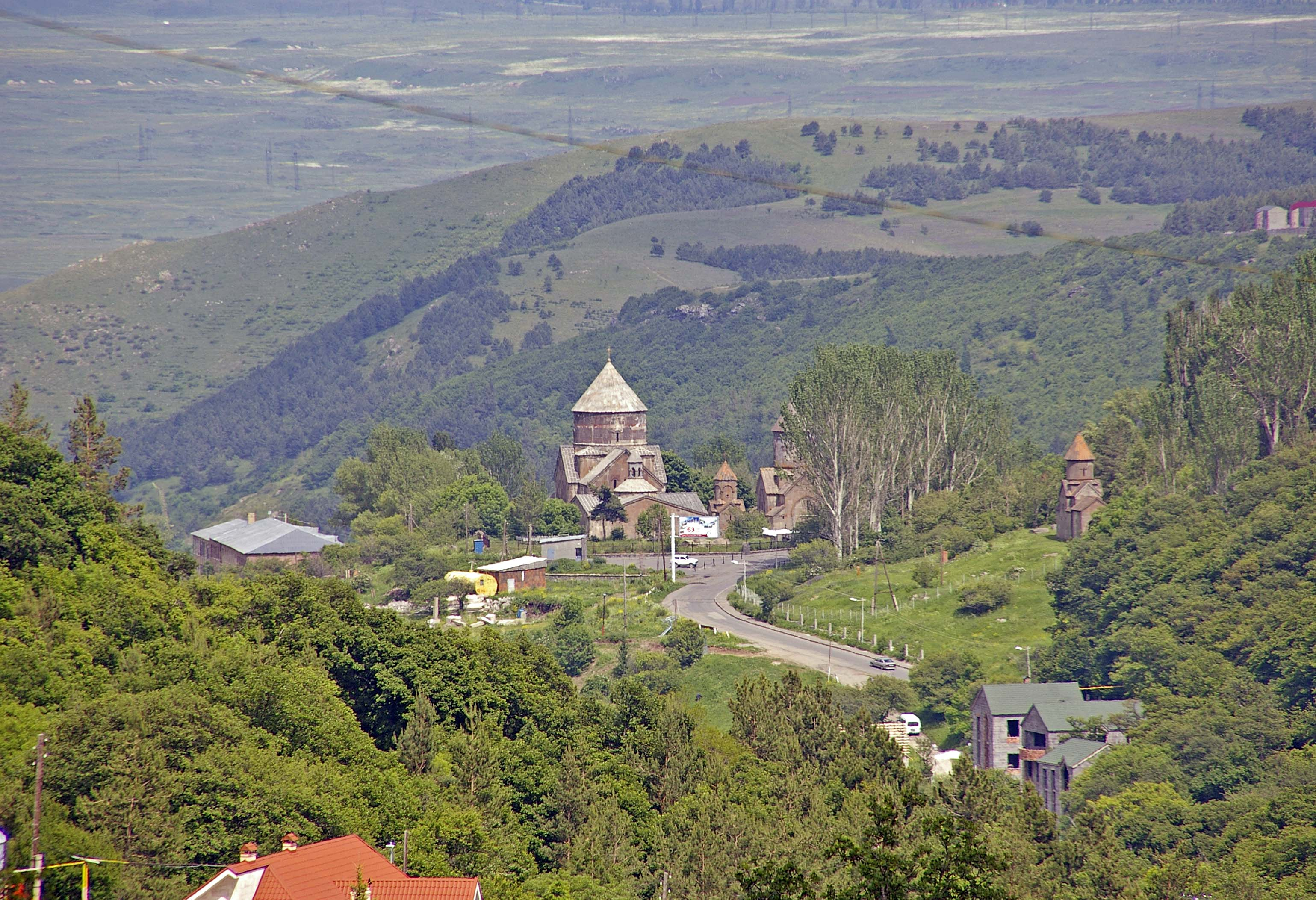
Природа Цахкадзора и монастырь Кечарис
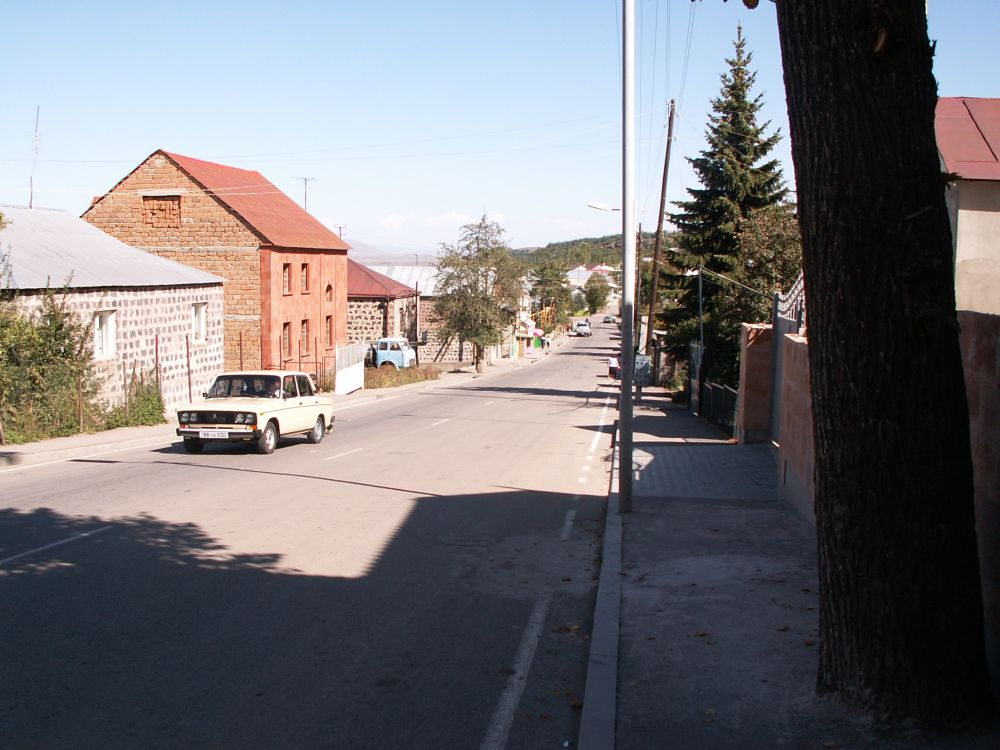
Одна из улиц Цахкадзора
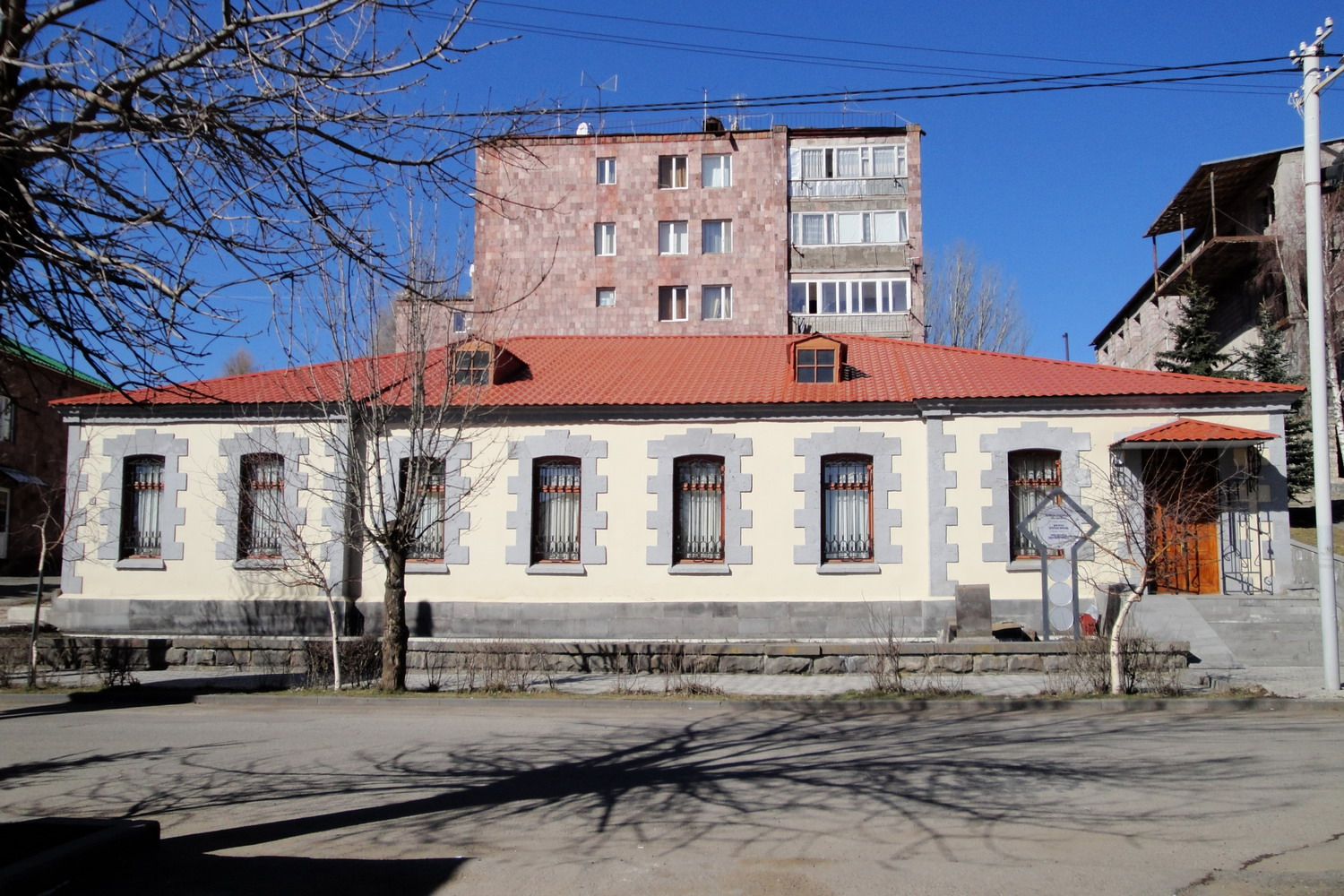
Дом-музей братьев Орбели
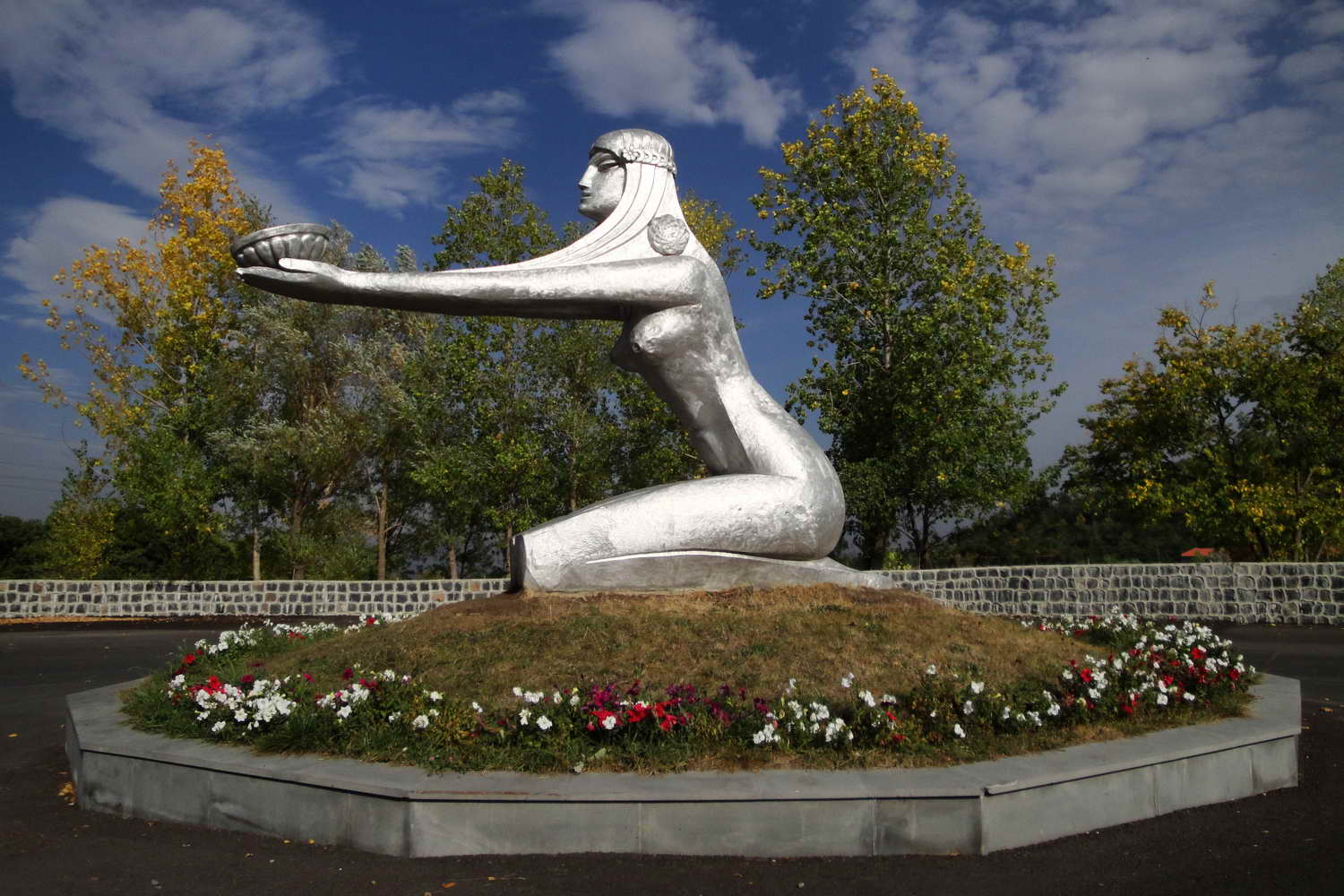
Скульптура «Дарящая солнце»
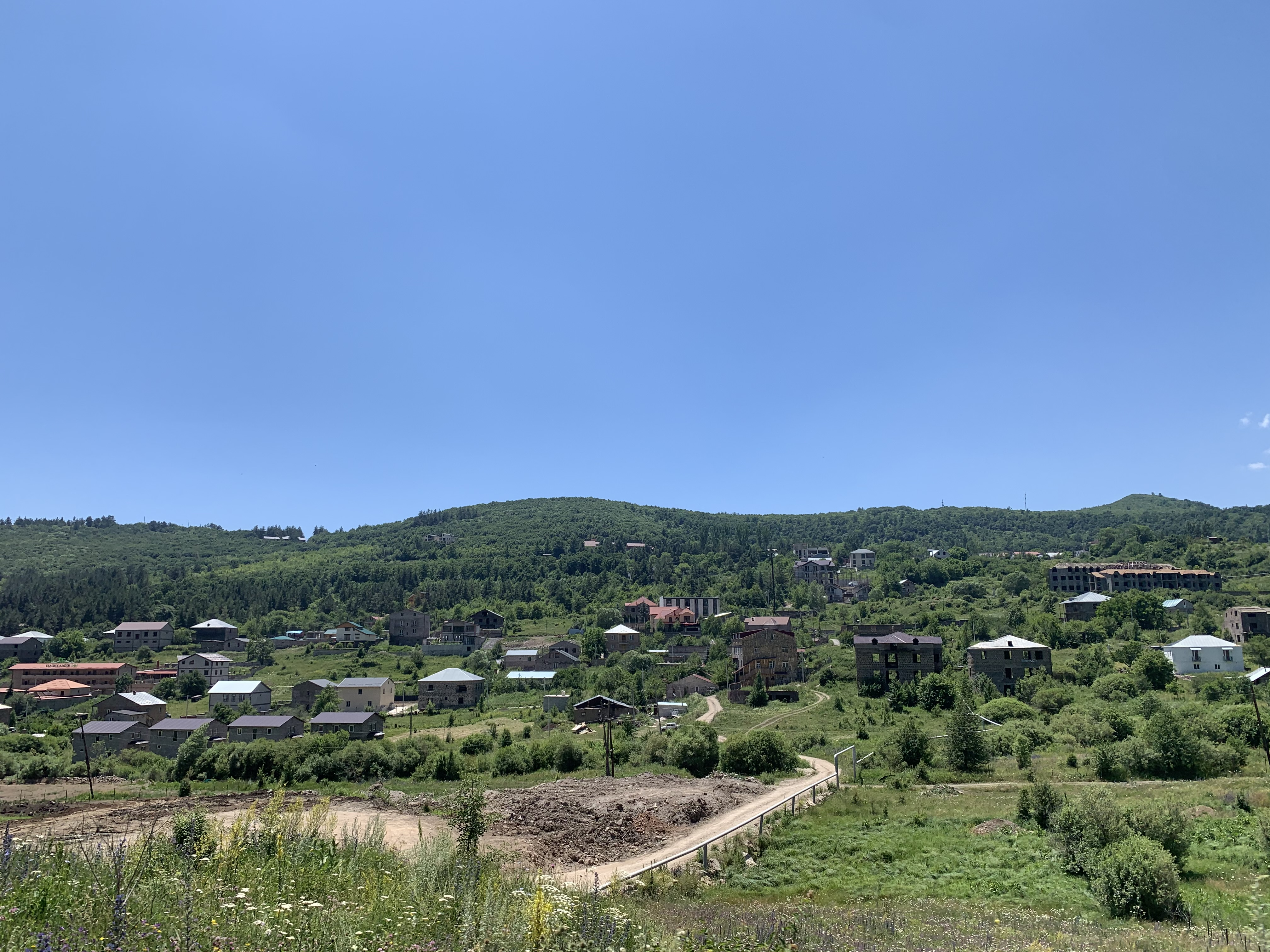
Общий вид
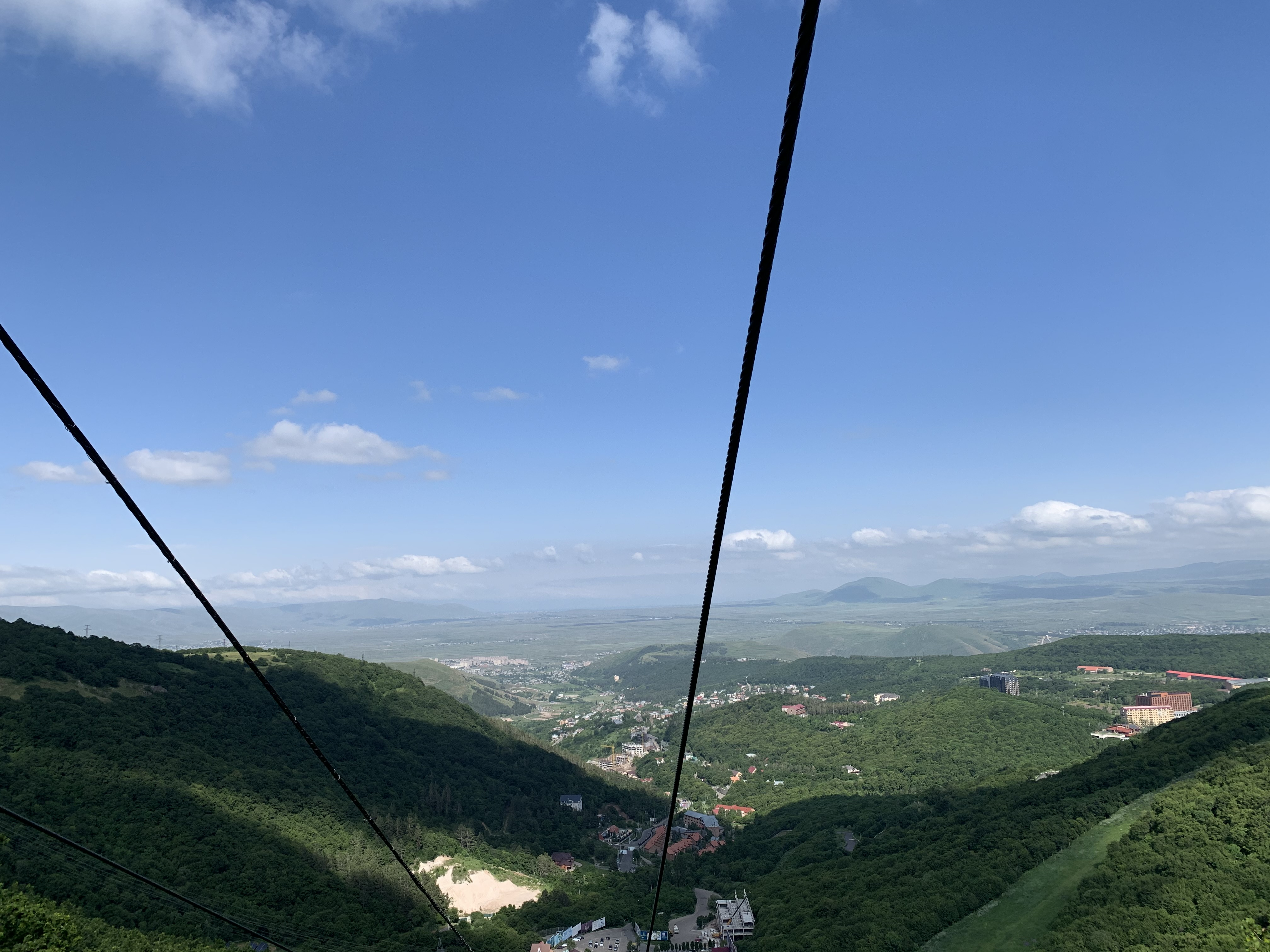
Вид с канатной дороги
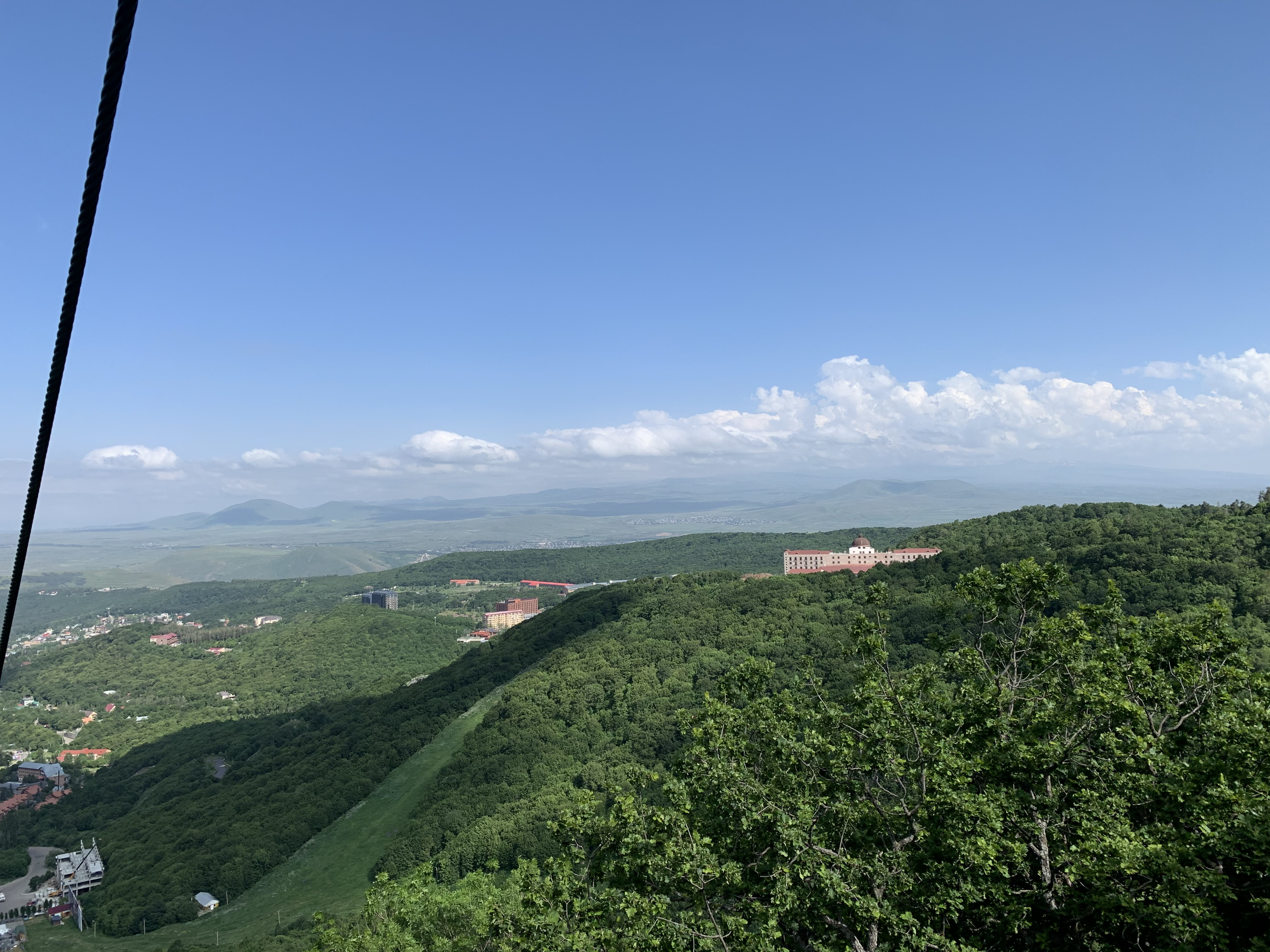
Вид с канатной дороги
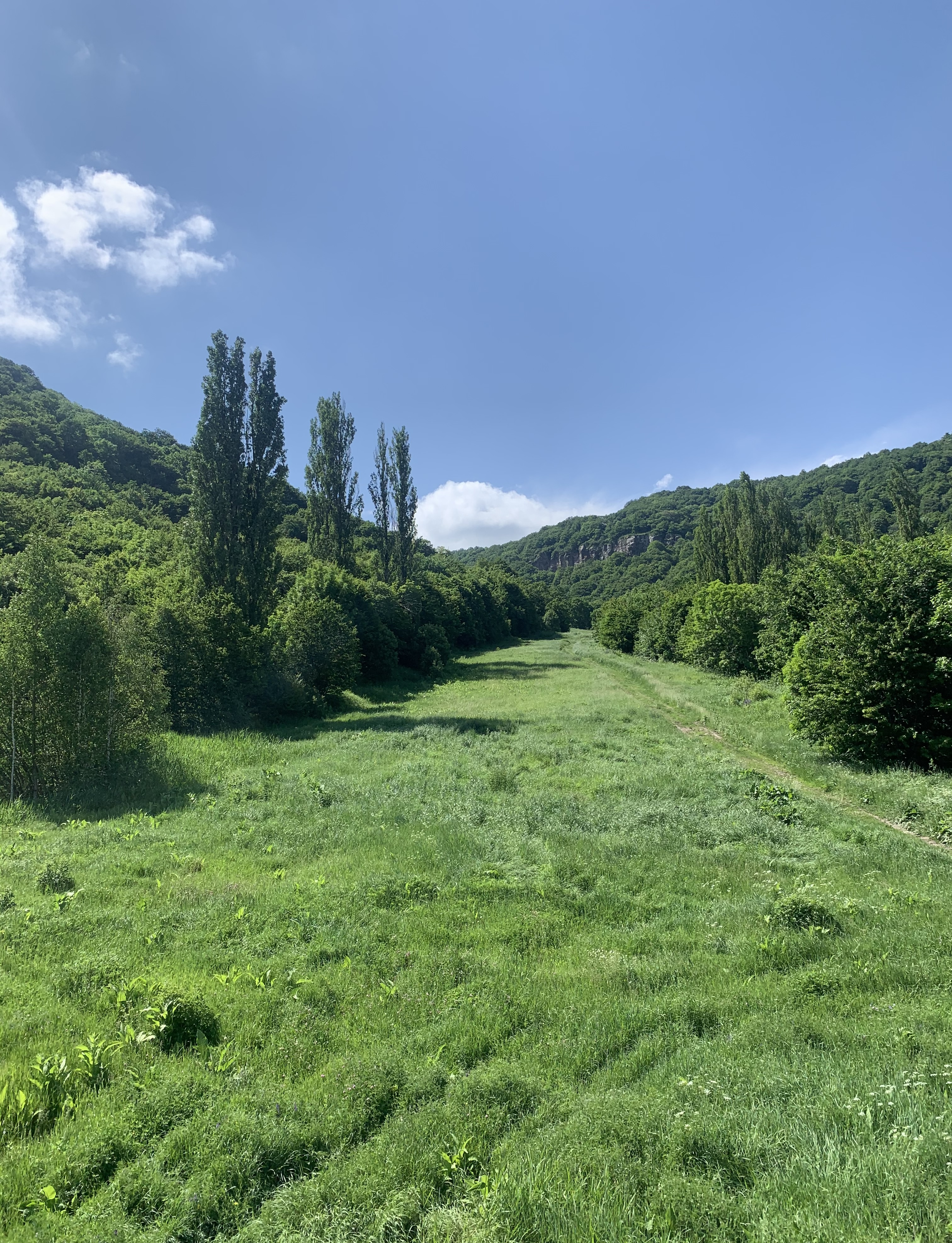
Высокогорье